# Giro del Lazio 1971
Il Giro del Lazio 1971, trentasettesima edizione della corsa, si svolse il 18 settembre 1971 su un percorso di 226 km. La vittoria fu appannaggio dell'italiano Franco Mori, che completò il percorso in 5h46'00", precedendo il danese Ole Ritter e lo svedese Tomas Pettersson.
Sul traguardo 15 ciclisti, su 72 partenti, portarono a termine la competizione.

## Ordine d'arrivo (Top 10)
| Pos. | Corridore           | Squadra        | Tempo    |
| ---- | ------------------- | -------------- | -------- |
| 1    | Franco Mori         | Scic           | 5h46'00" |
| 2    | Ole Ritter          | Dreher         | a 3"     |
| 3    | Tomas Pettersson    | Ferretti       | a 1'05"  |
| 4    | Luigi Castelletti   | Molteni-Arcore | a 1'10"  |
| 5    | Marino Basso        | Molteni-Arcore | a 1'40"  |
| 6    | Gianni Motta        | Salvarani      | s.t.     |
| 7    | Pierfranco Vianelli | Dreher         | s.t.     |
| 8    | Gösta Pettersson    | Ferretti       | s.t.     |
| 9    | Enrico Paolini      | Scic           | a 1'45"  |
| 10   | Erik Pettersson     | Ferretti       | a 1'55"  |